# 小鱼侦探队
小鱼侦探队 (葡萄牙語：Peixonauta) 是由Célia Catunda、Kiko Mistrigo、TV PinGuim与Discovery Kids联合制作的一部儿童电视节目，于2009年4月20日在Discovery拉丁美洲儿童频道上首播。該電視節目又改編成成戏剧，並于2011年1月9日在里约热内卢上首演。